# Костадинова, Стефка
Сте́фка Георги́ева Костади́нова (болг. Стефка Георгиева Костадинова; род. 25 марта 1965, Пловдив) — болгарская легкоатлетка и спортивный функционер, обладательница мирового рекорда в прыжках в высоту с 1987 по 2024 год. Чемпионка летних Олимпийских игр 1996, многократная чемпионка мира и Европы в помещении и на открытых стадионах, член Зала славы IAAF. После завершения выступлений — вице-президент Болгарской федерации лёгкой атлетики, с 2005 года — президент Болгарского олимпийского комитета.
Выигрывала чемпионаты мира на открытых стадионах дважды, в помещении пять раз. Чемпионкой Европы на открытом воздухе становилась один раз (1986), а в помещении четырежды. Помимо Олимпийских игр, чемпионатов мира и Европы, побеждала в Кубке мира и финалах Гран-при. С 1984 по 1997 год почти 200 раз преодолевала высоту 2,00 метра. По три раза показывала результаты, повторяющие или улучшающие мировой рекорд в прыжках в высоту, на открытом воздухе и в помещении, последний из своих мировых рекордов (2,09 м) установила на чемпионате мира 1987 года.

## Биография
Родилась в Пловдиве в 1965 году. Родители развелись, когда Стефка была ещё маленькой девочкой, и её воспитывала мать с помощью своих родителей. Позже мать вышла замуж повторно, в этом браке родилась сестра Стефки, которая на 7 лет младше неё. Спортсменка с похвалой отзывается об отчиме, который «был с ней в самые трудные годы».
В 1989 году Костадинова вышла замуж за своего тренера Николая Петрова. В 1995 году в этом браке родился сын Николай. Спортсменка возобновила тренировки уже через 20 дней после рождения сына, начав оставлять его на попечение своей матери, а через полгода после родов выиграла чемпионат мира в Гётеборге. Костадинова и Петров развелись в 1998 году. В 2007 году Стефка вышла замуж за давнего друга Николая Попвасилева.

## Спортивная карьера

### Спортивное образование и первые годы карьеры
В детстве занималась плаванием и гимнастикой. В 11 лет была включена в команду по лёгкой атлетике, а через год, будучи высокой для своего возраста, сосредоточилась на прыжках в высоту. Окончила спортивную школу «Васил Левски» в Пловдиве, тренировалась у Добри Иванова и Энё Петрова. На протяжении дальнейшей карьеры представляла спортивный клуб «Тракия» (Пловдив). Впоследствии окончила отделение спортивной педагогики Пловдивского университета.
Росту молодой спортсменки способствовала болгарская школа прыжков в высоту, бывшая одной из сильнейших в мире (в частности, болгарка Людмила Жечева в 1984 году установила мировой рекорд — 2,07 м). В 14 лет Костадинова получила звание мастера спорта Болгарии, в 17 лет впервые преодолела высоту 1,90 м, а в 1984 году, в 19 лет, — 2,00 м. Выполняя этот прыжок, Костадинова порвала мышцы бедра, но не сразу обратила внимание на боль. На лечение запущенной травмы ушёл год, за который молодая спортсменка рассталась с тренером Энё Петровым.

### Начало работы с Петровым, первые международные победы и мировые рекорды
Костадинова начала работать с тренером Николаем Петровым после того, как в 17 лет выиграла в Будапеште первые в карьере международные соревнования. В это время Петров был совсем молодым тренером — разница в возрасте между ним и его подопечной составляла всего 6 лет. В 1985 году Костадинова стала чемпионкой Европы и победительницей Всемирных игр в помещении с результатами, соответственно, 1,95 и 1,97 м. В том же году победила в своей дисциплине на Кубке мира (результат 2,00 м; сборная Европы, которую представляла болгарская спортсменка, заняла 3-е место в командном зачёте), выиграла финал Гран-при, чемпионат Болгарии и Игры Балканских стран. Всего за год участвовала в 25 соревнованиях, не проиграв ни одного из них. В конце мая 1986 года повторила мировой рекорд в прыжках в высоту, а через неделю установила новый рекорд на соревнованиях в Софии — 2,08 м, что на 1 см превышало результат, показанный в 1984 году Жечевой-Андоновой. Снова выиграла чемпионат Болгарии и Игры Балканских стран, а также стала чемпионкой Европы на открытых стадионах с результатом 2,00 м и победительницей Игр доброй воли в Москве (2,03 м).
1987 год Костадинова начала с победы в чемпионате Европы в помещении с результатом 1,97 м. После этого выиграла чемпионат мира в помещении с результатом 2,05 м, что стало новым мировым рекордом в помещении, и Кубок Европы (2,00 м). В Рим на чемпионат мира на открытых стадионах ехала в качестве фаворитки. Прошла квалификацию с результатом 1,91 м. Финальные соревнования 30 августа начала с высоты́ 1,85 м, которую взяла с первой попытки, как и последующие высо́ты 1,85, 1,89, 1,93, 1,96, 1,99 и 2,02 м. К этой высоте в секторе у Костадиновой оставалась уже только одна соперница — экс-рекордсменка мира Тамара Быкова. Бронзовый призёр чемпионата, Зузанне Байер, сумела преодолеть только высоту 1,99 м. Высоту 2,04 м болгарка взяла лишь с третьей попытки, но эту же высоту преодолела и Быкова. Однако когда Костадинова со второй попытки преодолела высоту в 2,06 м, советской спортсменке этот результат не покорился. Она попыталась взять 2,08 см, но не преуспела. После этого Костадинова отказалась от прыжка на 2,08 и заказала новую высоту — 2,09 м, на сантиметр выше своего мирового рекорда. Вторая попытка болгарки на этой высоте оказалась успешной. За последующие 35 лет данный рекорд не удалось улучшить никому. При этом спустя 30 лет компьютерный анализ, проведённый в лаборатории новых исследований в лёгкой атлетике в США, показал, что самым удачным технически на этом соревновании был даже не финальный прыжок Костадиновой, а её третья попытка на высоте 2,04 м, которую болгарка взяла с запасом не менее чем в 15 см. Чемпионат мира для Костадиновой не стал последним соревнованием, выигранным в 1987 году, — чуть позже она также первенствовала в финале Гран-при. Всего за сезон спортсменка выполняла прыжки на 2,00 м и выше на 23 соревнованиях.
В 1988 году снова выиграла чемпионат Болгарии, Игры Балканских стран и чемпионат Европы в помещении (2,04 м). Установила новый мировой рекорд в помещении (2,06 м). На Олимпийских играх в Сеуле болгарка, тем не менее, осталась только второй, неожиданно проиграв американке Луизе Риттер. Хотя результат Риттер (2,03 м) был достаточно высоким и стал новым олимпийским рекордом, для Костадиновой это была достаточно рядовая высота, которую она за карьеру брала почти 30 раз. В Сеуле, однако, она сумела преодолеть планку лишь на высоте 2,01 м. Через год было опубликовано исследование, показавшее различия в биомеханике прыжков Костадиновой в Риме и Сеуле. Авторы исследования пришли к выводу, что болгарскую спортсменку подвело размещение сектора для прыжков в высоту на сеульском стадионе, из-за которого первые несколько шагов разбега ей (как и соперницам) приходилось делать по травяному газону. Вывод о том, что Костадиновой так и не удалось приноровиться к этим условиям, подтвердили позже сама спортсменка и её тренер.

### Дальнейшие выступления
После неудачи на Олимпиаде 1988 года Костадинова выиграла в Будапеште очередной чемпионат мира в помещении с результатом 2,02 м и оставалась в числе лидеров мировых прыжков в высоту ещё почти десять лет. К 1996 году на её счету было 20 прыжков на высоту 2,05 м и выше, тогда как у всех остальных прыгуний вместе взятых — только 5. До 1997 года болгарка преодолевала высоту 2,00 м в каждом сезоне, за исключением 1990 года. В этом году Костадинова перенесла операцию после перелома пяточной кости толчковой ноги. Поначалу реабилитацию после операции она проходила в Болгарии, но, когда боли не прекратились даже через 60 дней, отправилась в Германию к врачу национальной футбольной сборной Хессу, который смог привести её в норму. После этого на её счету были победы в чемпионатах Болгарии 1991 и 1996 годов, серебряные медали Кубка Европы 1996 и чемпионата Европы в помещении 1992 года, победы в чемпионате Европы в помещении 1994 года и финале Гран-при 1993 года. Она ещё дважды выиграла чемпионат мира в помещении (1993 и 1997 — оба раза с одинаковым результатом 2,02 м) и ещё один раз — чемпионат мира на открытых стадионах (1995, с результатом 2,01 м).

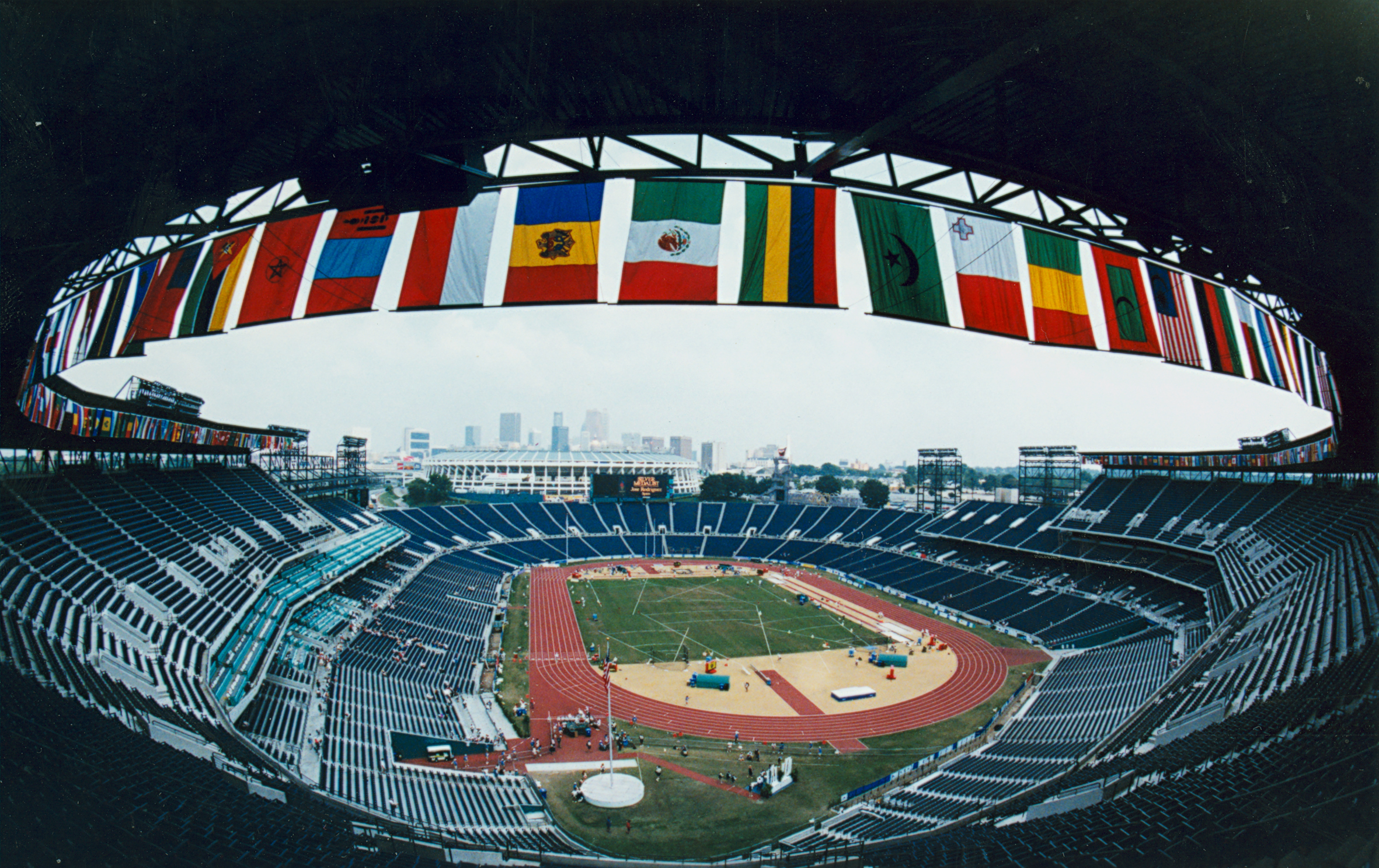
Олимпийский стадион в Атланте, где Костадинова выиграла олимпийское золото в 1996 году

На Олимпиаде 1992 года Костадинова выступала с травмой ахиллова сухожилия, страдая от болей. Первые три попытки в финале были успешными, но затем болгарка трижды сбила планку на высоте 1,97 м и осталась четвёртой. Олимпийское золото с результатом 2,02 м выиграла чемпионка мира 1991 года немка Хайке Хенкель. Костадинова реабилитировалась через четыре года в Атланте. Накануне соревнований, акклиматизируясь к американским условиям, спортсменка, по словам её тренера Николая Петрова, взяла на тренировке высоту 2,07 м. На само́й Олимпиаде её соперницами оказались украинка Инга Бабакова и гречанка Ники Бакоянни. До результата 2,01 м все три прыгуньи шли синхронно, причём Костадинова и Бабакова тратили на каждую высоту только по одной попытке. Высота 2,03 оказалась непреодолимой для Бабаковой, но Бакоянни взяла и её, установив новый национальный рекорд. Удалось ей это, однако, только с третьей попытки, тогда как Костадинова и этот результат показала с первой, сохранив лидерство. Следующую высоту, 2,05 м, она взяла уже одна, незадолго до завершения карьеры став, наконец, олимпийской чемпионкой. Продолжала выступления до лета 1997 года, завершив их в возрасте 33 лет после двух операций левой ноги.

## После завершения спортивной карьеры
После завершения спортивной карьеры занялась спортивно-организационной работой. С 1999 года вице-президент Болгарской федерации лёгкой атлетики, с 2002 по 2005 год вице-президент Болгарского олимпийского комитета, с 2003 по 2005 год заместительница председателя Комитета по делам молодёжи и спорта Болгарии. В 2005 году избрана президентом Болгарского олимпийского комитета, сменив в должности Ивана Славкова, занимавшего её 20 лет и снятого по обвинению в коррупции. Переизбиралась на этот пост в 2009, 2013, 2017 и 2021 годах (в последних двух случаях без альтернативных кандидатур). В 2007—2011 годах занимала также пост вице-президента Всемирной ассоциации олимпийцев.
В 2017 году председатель Международной ассоциации спортивной прессы Джанни Мерло обратился с открытым письмом в IAAF. В связи с обилием допинговых скандалов в лёгкой атлетике Мерло предложил аннулировать все действующие рекорды в этом виде спорта и начать фиксировать их с чистого листа, чтобы восстановить доверие публики к легкоатлетическим результатам. Костадинова выступила с публичной критикой этого предложения, заявив, что такие меры будут «нечестными по отношению ко всем спортсменам, которые абсолютно честно достигли пика в своих карьерах». В 2021 году в программе шведского телеканала SVT журналист Патрик Экваль заявил, что во время установления мирового рекорда на чемпионате мира 1987 года Костадинова была «напичкана допингом». Костадинова посчитала это заявление связанным с тем, что следующий в мире результат после её рекорда принадлежит шведской прыгунье Кайсе Бергквист, и объявила о намерении обратиться в суд с иском о клевете. Эквалю пришлось объяснять, что его слова были шуткой.

## Достижения
| Год  | Соревнование                                 | Город                  | Место | Результат |
| ---- | -------------------------------------------- | ---------------------- | ----- | --------- |
| 1985 | Всемирные легкоатлетические игры в помещении | Париж, Франция         | 1     | 1,97 м    |
| 1985 | Чемпионат Европы в помещении                 | Афины, Греция          | 1     | 1,97 м    |
| 1985 | Кубок мира                                   | Канберра, Австралия    | 1     | 2,00 м    |
| 1985 | Финал Гран-При                               | Рим, Италия            | 1     | 2,00 м    |
| 1986 | Чемпионат Европы                             | Штутгарт, ФРГ          | 1     | 2,00 м    |
| 1987 | Чемпионат мира в помещении                   | Индианаполис, США      | 1     | 2,05 м    |
| 1987 | Чемпионат мира                               | Рим, Италия            | 1     | 2,09 м    |
| 1987 | Чемпионат Европы в помещении                 | Льевен, Франция        | 1     | 1,97 м    |
| 1987 | Финал Гран-При                               | Брюссель, Бельгия      | 1     | 1,99 м    |
| 1988 | Летние Олимпийские игры                      | Сеул, Южная Корея      | 2     | 2,01 м    |
| 1988 | Чемпионат Европы в помещении                 | Будапешт, Венгрия      | 1     | 2,04 м    |
| 1989 | Чемпионат мира в помещении                   | Будапешт, Венгрия      | 1     | 2,02 м    |
| 1991 | Чемпионат мира                               | Токио, Япония          | 6     | 1,93 м    |
| 1991 | Финал Гран-При                               | Лондон, Великобритания | 2     | 2,00 м    |
| 1992 | Летние Олимпийские игры                      | Барселона, Испания     | 4     | 1,94 м    |
| 1992 | Чемпионат Европы в помещении                 | Генуя, Италия          | 2     | 2,02 м    |
| 1993 | Чемпионат мира в помещении                   | Торонто, Канада        | 1     | 2,02 м    |
| 1993 | Чемпионат мира                               | Штутгарт, Германия     | 6 кв. | 1,90 м    |
| 1993 | Финал Гран-При                               | Лондон, Великобритания | 1     | 1,98 м    |
| 1994 | Чемпионат Европы в помещении                 | Париж, Франция         | 1     | 1,98 м    |
| 1995 | Чемпионат мира                               | Гётеборг, Швеция       | 1     | 2,01 м    |
| 1995 | Финал Гран-При                               | Монако                 | 4     | 1,93 м    |
| 1996 | Летние Олимпийские игры                      | Атланта, США           | 1     | 2,05 м    |
| 1997 | Чемпионат мира в помещении                   | Париж, Франция         | 1     | 2,02 м    |

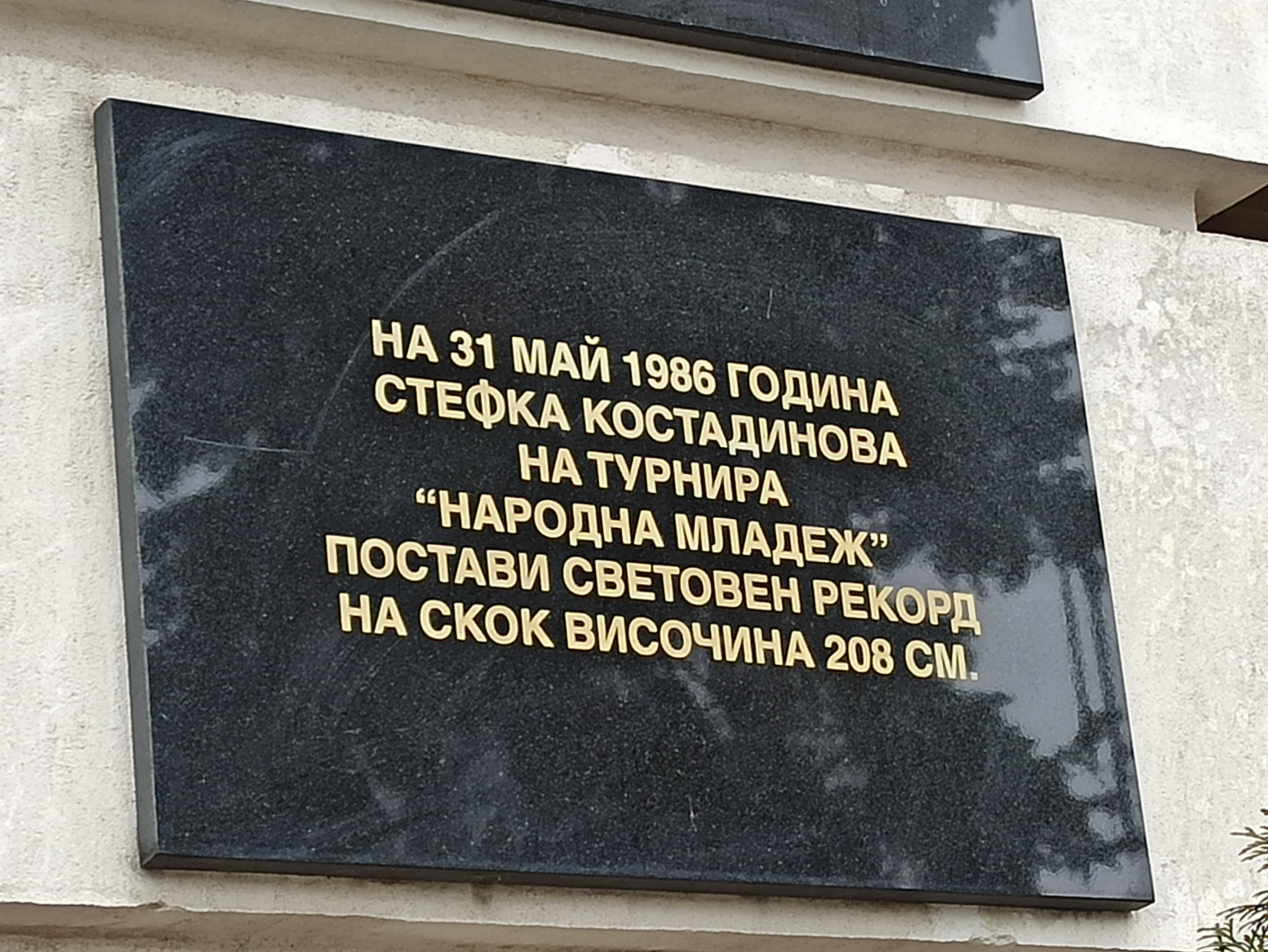
Памятная доска в месте установления рекорда 1986 года (2,08 м)

В общей сложности за карьеру Стефка Костадинова прыгала выше 2,00 м, по разным данным, 197 раз за 130 соревнований, 199 раз за 129 соревнований или 197 раз за 126 соревнований на протяжении 13 лет — между 25 августа 1984 и 24 мая 1997 года. Ей также по состоянию на 2022 год принадлежали 10 из 23 лучших результатов в истории женских прыжков в высоту, в том числе 5 из 9 прыжков на высоту 2,07 м и выше. Мировой рекорд она повторяла или улучшала в общей сложности 6 раз — по три раза на открытом стадионе (1986—1987) и в помещении (1987—1988). Лучшие за карьеру результаты:
- 2,09 м на открытом воздухе (30 августа 1987 года, Рим, мировой рекорд до 7 июля 2024 года, побит Ярославой Магучих[26]);
- 2,06 м в помещениях (20 февраля 1988 года, Пирей, действующий национальный рекорд).

### Награды и звания
Стефку Костадинову четырежды признавали спортсменкой года в Болгарии и пять раз — лучшей спортсменкой Балкан, а в 1996 году она была награждена орденом «Стара-планина» I степени. Ей также присвоено звание почётной гражданки Пловдива. В 2008 году удостоена награды МОК «Женщины и спорт». В 2012 году имя Костадиновой было включено в списки Зала славы IAAF.
К 30-летию римского рекорда Костадиновой в Болгарии выпущен иллюстрированный альбом «Перепрыгнуть мир» (болг. Да прескочиш света), полностью посвящённый обстоятельствам этого события. С 2021 года точная копия стоек с перекладиной, установленной на высоте 2,09 м — результат, показанный Костадиновой в Риме, — входит в экспозицию Олимпийского музея в Лозанне.